# Isatis buschiana
Isatis buschiana är en korsblommig växtart som beskrevs av Boris Konstantinovich Schischkin. Isatis buschiana ingår i släktet vejdar, och familjen korsblommiga växter. Inga underarter finns listade i Catalogue of Life.